# Massimo Federici
Massimo Federici (Châteauroux, 13 agosto 1956) è un politico italiano, sindaco della Spezia dal 2007 al 2017.

## Biografia
Laureato in lettere moderne all'Università di Pisa con votazione 110/110 con lode, si è impegnato nell'ARCI (ne è stato Presidente provinciale e poi regionale), associazione che ha lasciato nel 1996 quando fu chiamato a far parte della Giunta municipale della Spezia dal Sindaco Lucio Rosaia, con gli incarichi di assessore alle politiche giovanili e allo sport.
A partire dal 1999 e fino al 2004, con il Sindaco Giorgio Pagano, è stato assessore al welfare municipale e ai servizi educativi; dal 2005 è passato alle deleghe relative a: Piano Strategico, Programmazione e pianificazione del territorio, Coordinamento interassessorile dei progetti complessi, Marketing territoriale.
Iscritto ai DS, si è candidato a sindaco della Spezia per il centrosinistra nelle elezioni amministrative del 27 maggio 2007, risultando eletto al primo turno con il 51% dei voti.
Federici decide inoltre di correre per le elezioni amministrative 2012, sempre per la carica di sindaco della città della Spezia, risultando eletto di nuovo al primo turno con 21.448 voti, pari al 52,54%. La coalizione vincente risulta composta dalle seguenti liste e partiti: Partito Democratico, Italia dei Valori, Sinistra Ecologia Libertà-partito Socialista, Federazione della Sinistra, Unione di Centro, Lista del sindaco Noi con Federici, Lista Schiffini-Una nave in giardino, Alleanza per l'Italia. Durante il suo secondo mandato Rifondazione Comunista decide di passare all'opposizione.
Dal 14 ottobre 2014 fino al 26 giugno 2017 è anche presidente della provincia della Spezia.